# GAZ-M20 Pobeda
Der GAZ-M20 Pobeda (russisch ГАЗ-М20 Победа, deutsch Sieg) ist ein Pkw des sowjetischen Herstellers GAZ (Molotow-Werke), der in den 1940er-Jahren entwickelt wurde. Das robuste Modell hatte eine moderne Pontonkarosserie und einen SV-Vierzylindermotor.
Sein Design mit elegant abfallendem Heck folgte dem Zeitgeschmack der 1940er-Jahre und ähnelte stark dem US-amerikanischen Chevrolet Fleetline Aerosedan. Die Projektierung des Chassis und der Antriebskomponenten orientierte sich am deutschen Opel Kapitän von 1939, der seinerzeit als einer der technisch fortschrittlichsten Pkw angesehen wurde.

## Geschichte

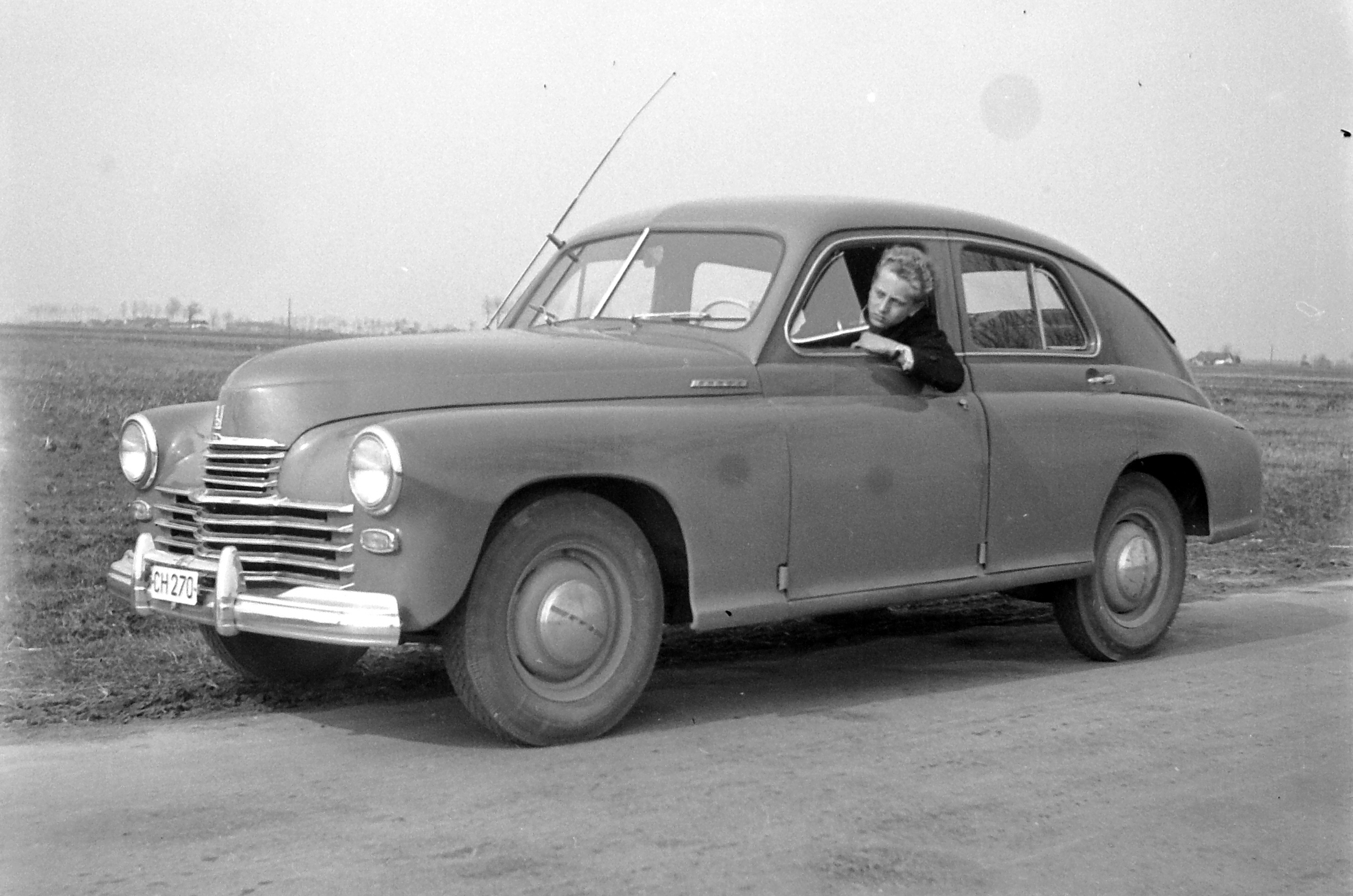
Ein GAZ-M20 Pobeda (1955)

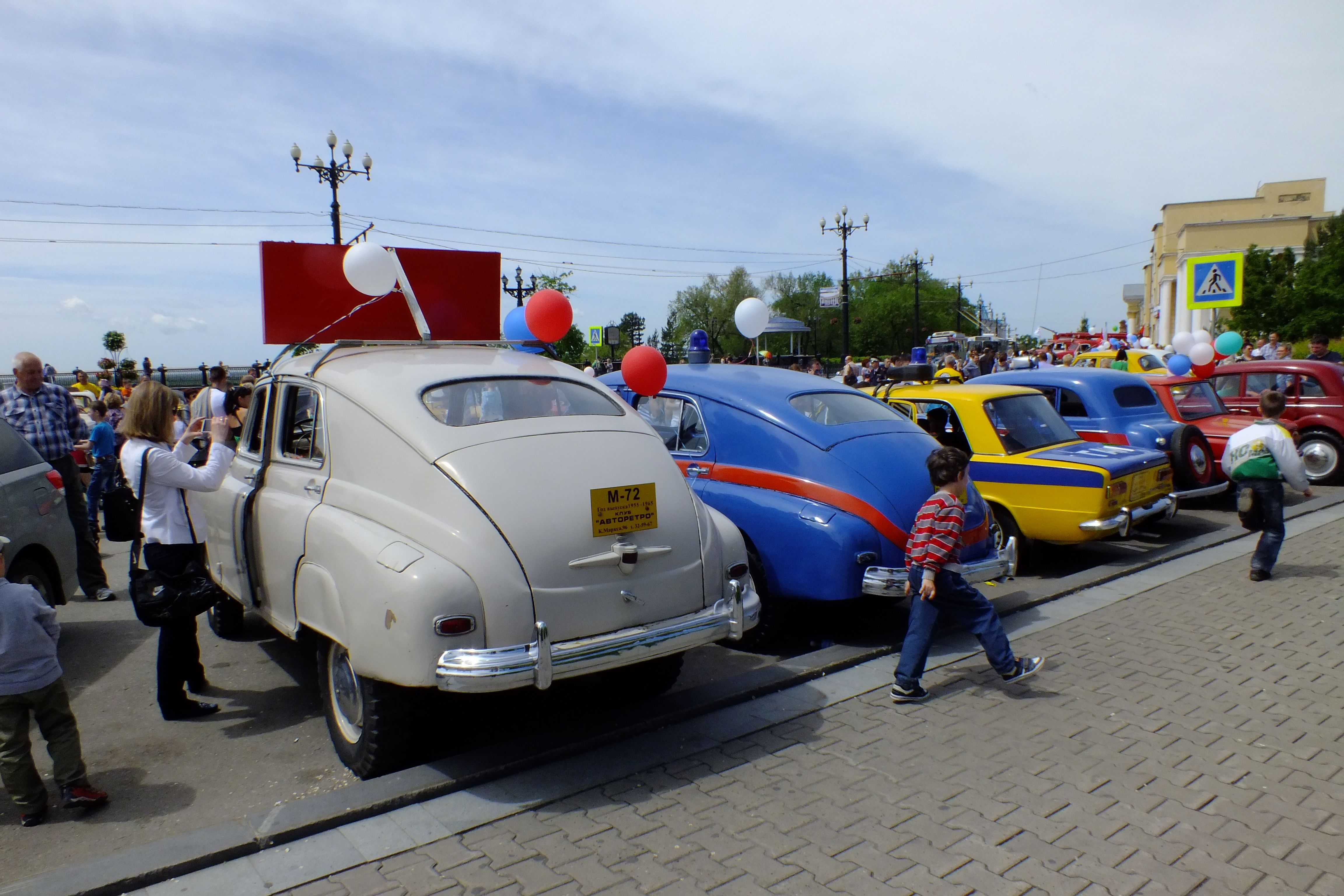
Heckansicht eines GAZ-M72 mit Allradantrieb (grau), daneben ein Pobeda (blau)

Den Regierungsauftrag zur Entwicklung eines neuen Pkw erhielt die Automobilfabrik Gorki im Februar 1943. Erste Entwürfe des Künstlers Walentin Brodski aus dem Jahre 1943 zeigen die neuartige Pontonkarosserie. Die Gestaltung des Fahrzeuges oblag dem jungen Konstrukteur und Formgestalter Wenjamin Samoilow.
Anfangs lief die Entwicklung unter der Projektbezeichnung GAZ-M25 mit dem Arbeitstitel „Rodina“ (Heimat), später folgte der Wechsel zur Modellnummer 20. Ursprünglich waren ein Sechs- und ein Vierzylindermotor vorgesehen, aber letztlich wurde nur der Vierzylinder fertig entwickelt. Daraus ergab sich die wesentliche Unzulänglichkeit des Pobeda, seine Untermotorisierung. Darunter litt bereits der Vorgänger GAZ-M1.
Die Erprobungsfahrzeuge unterschieden sich von der Serie. So hatten sie beispielsweise äußerlich erkennbar einen dreiteiligen Kühlergrill sowie nach hinten öffnende Fondtüren (wurde später beim GAZ-12 ZIM wieder aufgegriffen). Die Serienproduktion begann am 28. Juni 1946. Der Name des Modells wurde angesichts des Sieges der Sowjetunion im Zweiten Weltkrieg von „Rodina“ auf „Pobeda“ geändert. Während der Produktion der ersten Serie traten konstruktive Unzulänglichkeiten an den Fahrzeugen und im Produktionsablauf auf. Noch nie zuvor war in der Sowjetunion ein Auto in derart hohen Stückzahlen produziert worden. 1948 wurde die Produktion gestoppt, um die Mängel zu beheben. 1949 wurde die Produktion des modernisierten Pobeda wieder aufgenommen, vorher produzierte Fahrzeuge wurden in die Werkstätten und zum Teil in die Fabrik zurückgerufen, um Mängel zu beseitigen.
Bei Produktionsbeginn war der Pobeda ein durchaus modernes Fahrzeug, später zeigte sich jedoch die mangelnde Funktionalität seiner Karosserieform. Aus diesem Grund entwickelte das Staatliche Institut für Automobilbau in der UdSSR schon 1948 einen Pobeda mit Stufenheckkarosserie; zwei Prototypen wurden gebaut. Weitere Karosserievarianten waren geplant, wie ein Pick-Up und eine Stretchlimousine. Von Letzterer wurde ein Prototyp gebaut, der wiederum zur Entwicklung des GAZ-12 ZIM (Zawod imeni Molotowa, Molotow-Werk) führte.
Ebenfalls 1948 zeigte sich, dass das Fahrzeug erhebliche technische Mängel an der Vorderachse aufwies. Um dies zu beheben, wurden alle Pobeda zurückgerufen. Die Produktion wurde gestoppt und von Oktober bis November 1948 wurden alle Autos repariert. Erst danach lief die Serienproduktion wieder an.
1950 erhielt der Pobeda ein neues teilsynchronisiertes Getriebe, wobei die Lenkradschaltung aufgegeben wurde. 1955 folgte eine umfassendere Modernisierung des Wagens. Neben zahlreichen Detailänderungen bekam er einen dem Geschmack der 1950er-Jahre angepassten Kühlergrill und einen neuen Vergaser (Motorleistung jetzt 52 PS). Seit 1951 wurde an einem Nachfolger des Pobeda gearbeitet – Arbeitstitel GAZ-M-21 –, dem Pobeda II. Die Bezeichnung des Projektes wurde später in „Swesda“ (Stern) und anschließend in „Wolga“ geändert. Dessen Produktion begann im Jahr 1956. Der Pobeda wurde parallel bis 1958 gefertigt.

## Modellvarianten und Lizenzproduktionen

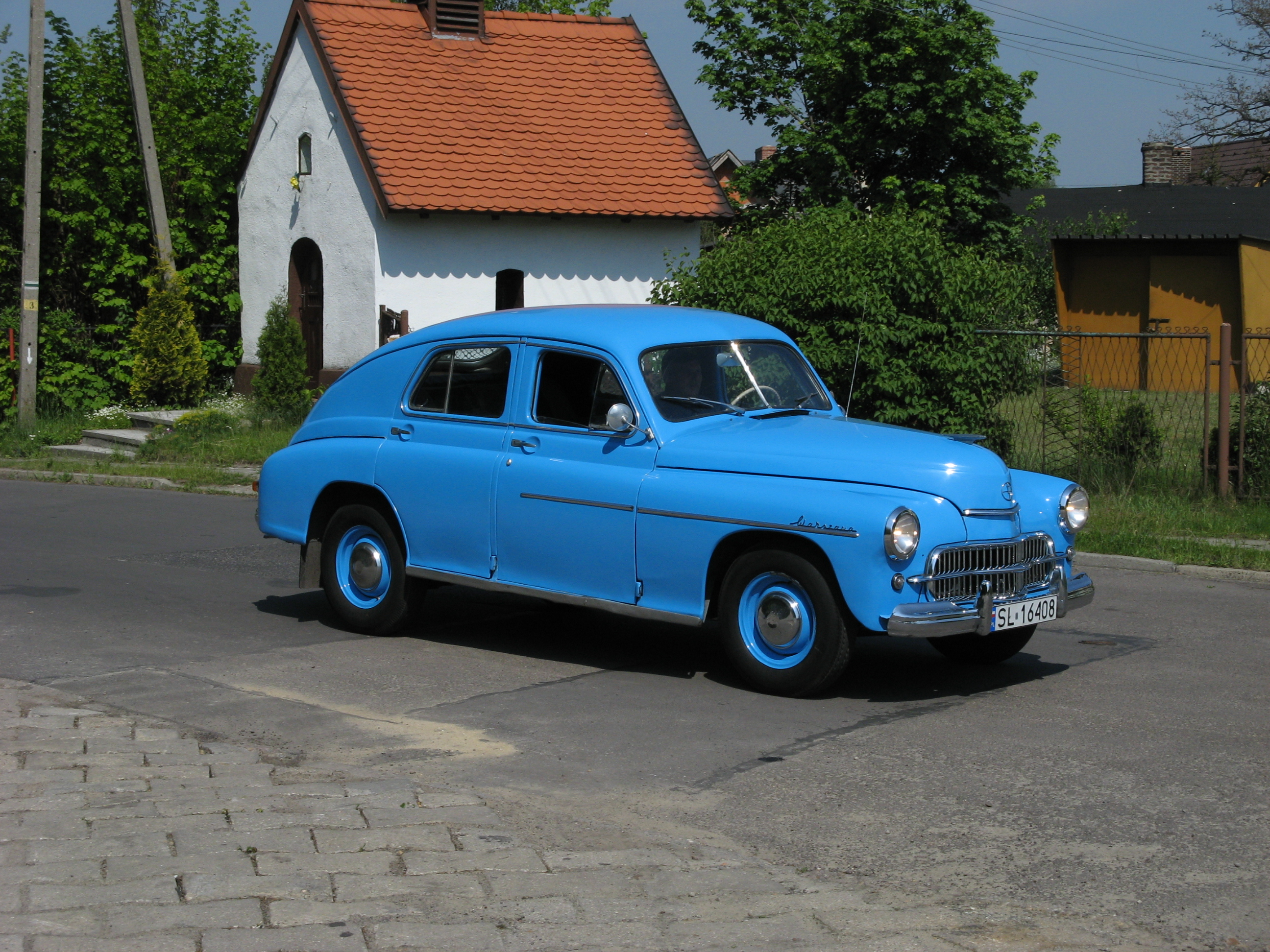
Der erste Warszawa entsprach exakt dem Pobeda

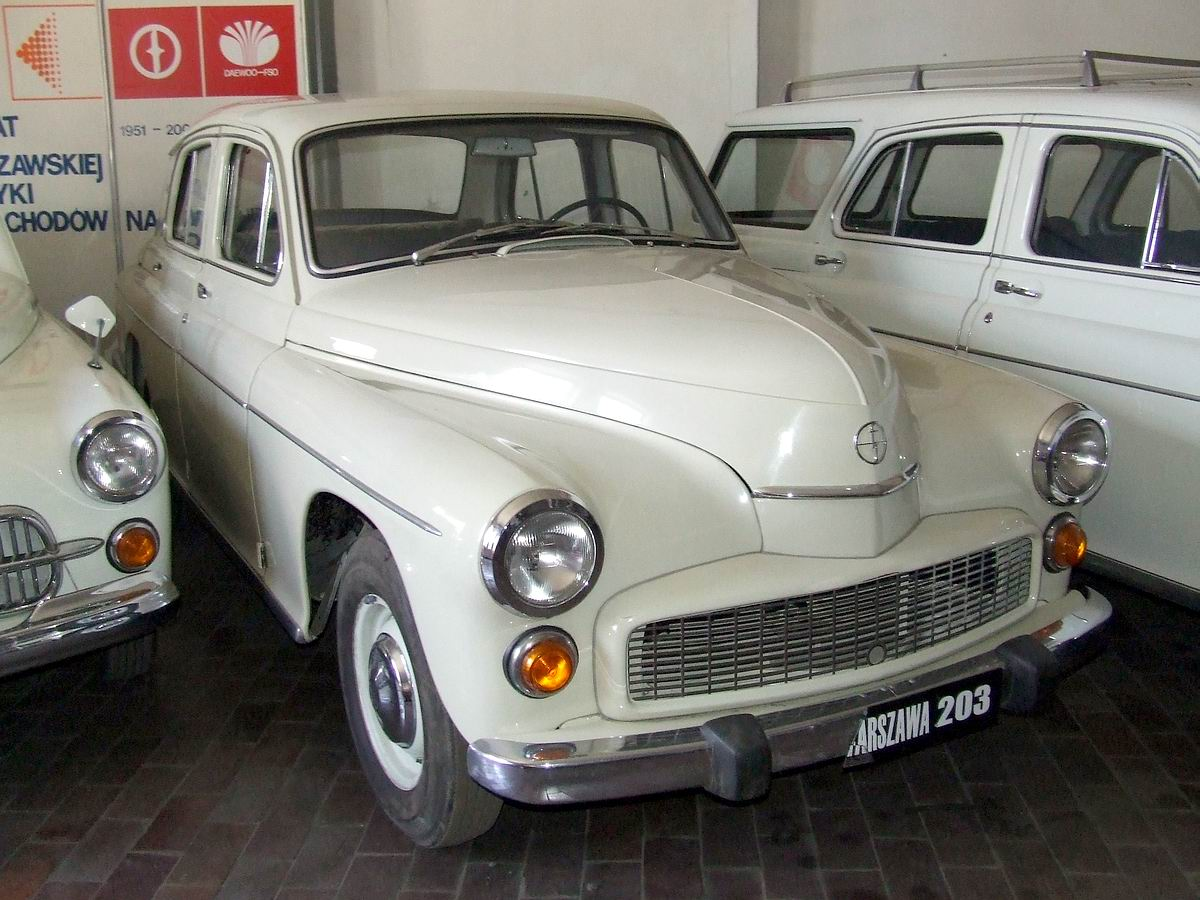
Warszawa 203, daneben ein Kombi

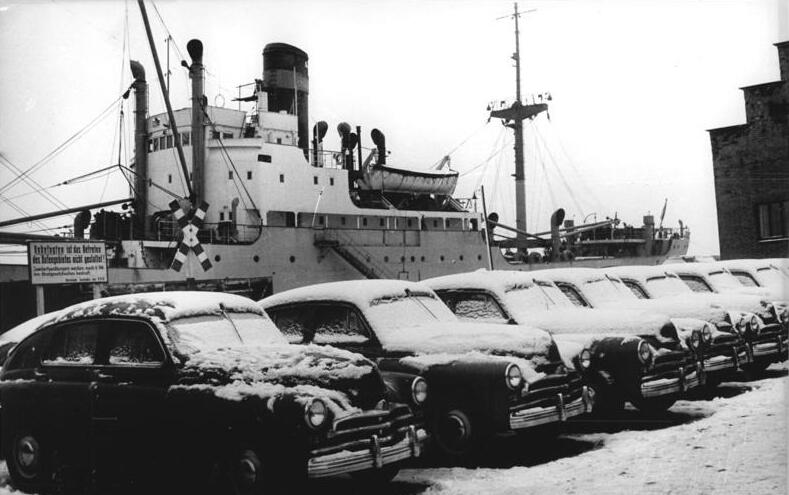
Eine Ladung sowjetischer Pobeda
wartet im Rostocker Hafen auf den Weitertransport (1959)

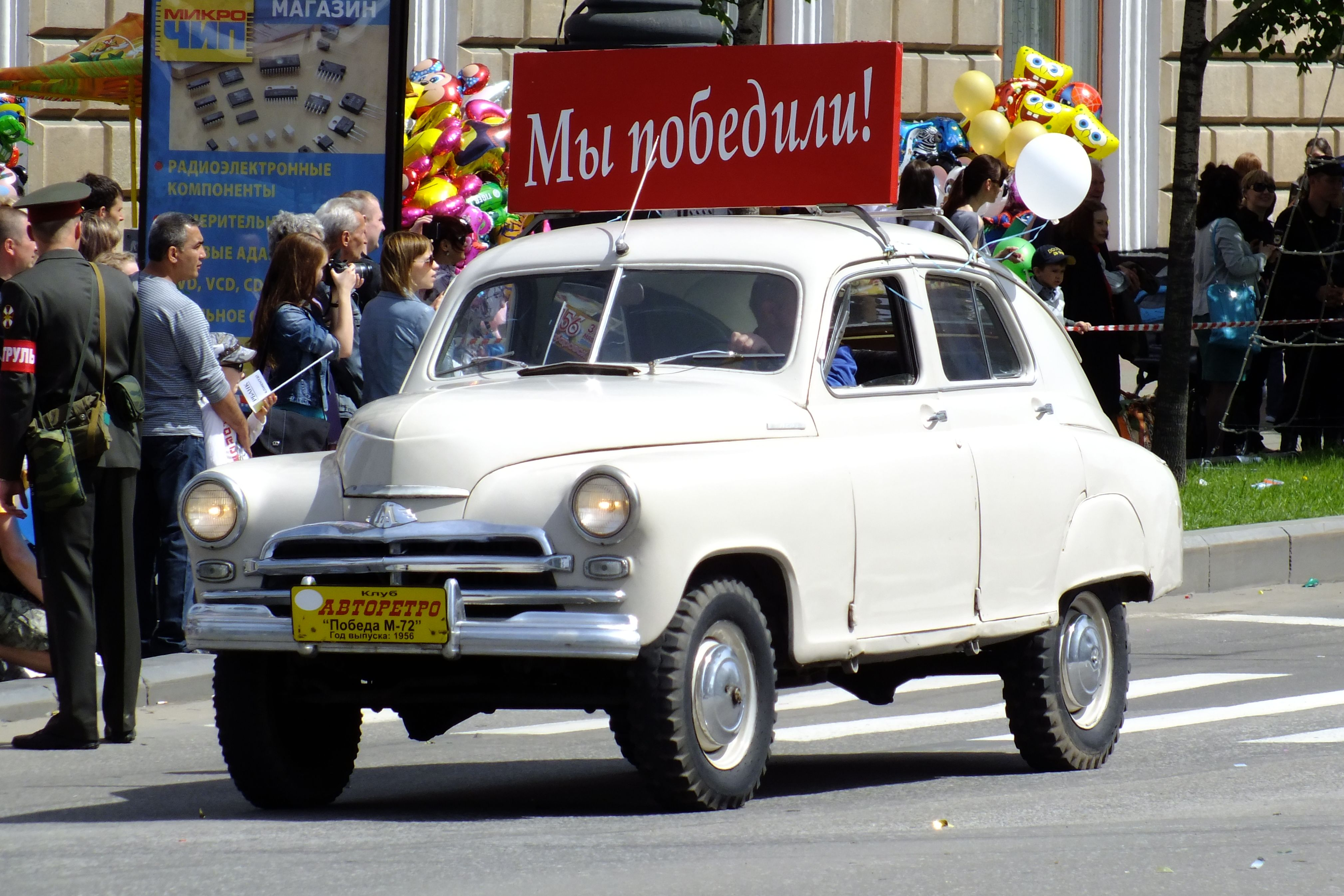
Ein GAZ-M72 mit Allradantrieb (2014)

Neben der Standardversion als Limousine entstanden 14.220 Cabriolets. Außerdem wurden ab Werk spezielle Versionen als Taxi und als Pickup gebaut. Insgesamt entstanden 235.997 Exemplare.
Von 1955 bis 1958 wurde in Kleinserie der GAZ-M20G gebaut, der den bereits vor dem Krieg projektierten Sechszylindermotor erhielt, der auch im GAZ-12 ZIM verwendet wurde. Aufgrund der höheren Leistung, die er gegenüber dem Vierzylindermotor bot, war diese Variante nur für das Sowjetische Innenministerium vorgesehen. Ob es tatsächlich zu einer Serienproduktion kam, oder es bei Einzelstücken blieb, ist unbekannt.
Ebenfalls von 1955 bis 1958 wurden u. a. für das Militär 4677 Stück Allrad-Pkw GAZ-M72 gebaut. Im Prinzip war es ein GAZ-69 mit Pobeda-Karosserie, der einen damals für Allradwagen sensationellen Pkw-Komfort aufwies. Der von 1957 bis 1959 gebaute Kleinbus RAF-10 nutzt Motor, Getriebe und Fahrgestell des Pobedas.
In der Volksrepublik Polen wurden in Lizenz unter dem Namen FSO Warszawa zwischen 1951 und 1973 etwa 250.000 Exemplare hergestellt.
Weitere Pobeda wurden in Nordkorea aus angelieferten CKD-Sätzen montiert, zu einer Serienproduktion kam es allerdings nicht.

## Technische Daten
Für das Modell GAZ-M20 Pobeda.
- Motor: Vierzylinder-Viertakt-Ottomotor
- Leistung: 50 PS (37 kW) bei 3600 min−1
- Hubraum: 2112 cm³
- Bohrung: 82 mm
- Hub: 100 mm
- Verdichtung: 6,2:1
- Kupplung: Einscheibentrockenkupplung
- Getriebe: mechanisches Schaltgetriebe, 3 Vorwärtsgänge, 1 Rückwärtsgang
- Höchstgeschwindigkeit: 105 km/h
- Karosserie: selbsttragend
- Tankinhalt: 55 l
- Treibstoffverbrauch: 13,5 l/100 km
- Antriebsformel: 4×2
- elektrische Anlage
  - Anlasser: ST-9, 1,7 PS
  - Batterie: 12 V, 50 Ah
  - Lichtmaschine: Typ G20, 12 V
- Zündfolge: 1-2-4-3

Abmessungen und Gewichte
- Länge: 4665 mm
- Breite: 1695 mm
- Höhe: 1590 mm
- Spurweite vorne: 1364 mm
- Spurweite hinten: 1362 mm
- Bodenfreiheit: 200 mm
- Radstand: 2700 mm
- Wendekreis: 12,6 m
- Leergewicht, betankt: 1350 kg

Der Motor des Pobeda fand in mehreren sowjetischen Fahrzeugen Verwendung, zum Beispiel in Varianten des GAZ-12 ZIM sowie in den ersten Serien des bekannten GAZ-69 und in den ersten 2000 Exemplaren des GAZ-M21 „Wolga“. Diese Variante ist heute ein gesuchtes Sammlerexemplar. Der Motor verträgt Sprit mit einer Klopffestigkeit von etwa 66 Oktan.
Der Luftwiderstandsbeiwert des Pobeda betrug aufgrund seiner Stromlinienform nur 0,39, was zum Beispiel dem des Porsche Carrera GT des Jahres 2003 entspricht.
Der Preis für einen neuen GAZ-M20 Pobeda betrug in der Sowjetunion 16.000 Rubel.
Der Pobeda war das erste sowjetische Auto mit „elektrischen Helferlein“, zum Beispiel einem Innenraumlüfter. In den ersten Modellen konnten dank Lenkradschaltung und durchgehender Sitzbank vorne bis zu drei Personen Platz nehmen. Die Beschleunigung von 0 auf 100 km/h erfolgte in 45 Sekunden, im Stadtverkehr ließ sich der Pobeda jedoch spritzig bewegen, da der Motor schon aus niedrigen Drehzahlen zog.

## Sonstiges
In Moskau wurde 2005 ein Prototyp mit der Bezeichnung Pobeda S600 gebaut. Ausschlaggebend für die Modellbezeichnung war der M120-6,0-Liter-Motor von Mercedes-Benz, von dem der Prototyp zunächst angetrieben wird. Eine Serienfertigung ist vorerst nicht geplant.
Der estnische Schriftsteller Ilmar Taska veröffentlichte 2016 den Roman „Pobeda 1946“, worin das Auto ein Symbol für die sowjetische Fremdbestimmung in Estland ist. In dem Roman verwendet ein sowjetischer Geheimdienstmitarbeiter das Auto, um Eindruck auf einen kleinen Jungen zu machen. Über den Jungen will er Zugang zu dessen Mutter und Tante bekommen, die sowjetfeindlicher Aktionen verdächtigt werden.